# Exhalimolobos hispidulus
Exhalimolobos hispidulus är en korsblommig växtart som först beskrevs av Dc., och fick sitt nu gällande namn av Al-shehbaz och C. Donovan Bailey. Exhalimolobos hispidulus ingår i släktet Exhalimolobos och familjen korsblommiga växter. Inga underarter finns listade i Catalogue of Life.